# Castell de Gloucester
El Castell de Gloucester era un castell a la ciutat de Gloucester al comtat anglès de Gloucestershire. El castell va ser demolit i la presó de Gloucester (Gloucester Prison) es va construir al lloc on estava el castell.

## Història
Probablement va ser construït per Roger de Pitres, que també va ser el primer Sheriff de Gloucester. Va començar com un castell de mota i pati durant el regnat de William el Conqueridor quan es van demolir setze cases per donar pas a la construcció del castell.
Fou engrandit per William Rufus qui va derrocar vuit habitatges més. Va ser posat sota la custòdia del sheriff del comtat, Walter de Gloucester.

### Millores
Abans de l'any 1112, Walter va construir un nou castell a l'oest del turó Barbican en un antic jardí de l'Abadia de Gloucester, amb vista sobre el riu Severn. El sheriff hereditari de Gloucester va mantenir el castell de Gloucester fins a l'any 1155 i més tard va ser retingut per la Corona.

### Residència del rei
Va ser ampliat encara més per Enric I d'Anglaterra i per Enric II. Més millores i algunes reparacions van ser dutes a terme per Enric III, aquestes millores incloïen un pont a través del riu Severn que conduïa a una barbacana a la muralla exterior. Enric III sovint el va fer servir com a residència i va tenir un paper important en la Guerra dels Barons quan va ser assetjat dues vegades els anys 1264-5.
Una part del castell havia estat usada com a presó cap a l'any 1185 i probablement era la presó del comtat oficial, ja que Eleanor de Bretanya, la neboda del rei Joan i cosina d'Enric III amb una millor pretensió del tron segons la primogeneïtat, es va convertit en presonera estatal i fou empresonada breument allí durant el regnat de Joan, de 1222 a 1223, i de 1237 a 1238, i cada vegada els presos havien de ser transferits per acomodar-la.
Es va fer més reformes al castell durant els regnats d'Eduard I d'Anglaterra, Eduard II i Eduard III.

### Decadència
Les defenses es van mantenir en plena reparació fins a mitjans del segle xv. Probablement, en el regnat de Ricard III d'Anglaterra, el castell deixés de ser mantingut com una fortalesa, que només continuava en ús com a presó del comtat. Gran part de la pedra de pedra del castell es va dur a construir carreteres i altres edificis i, a mitjans del segle xvii, els edificis al voltant del mur cortina havien aparegut, deixant només la torre, usada com a presó, i la porta principal de peu.

### Presó
Amb el temps, la torre es considerava inadequada per al seu ús com a presó i la seva demolició es va iniciar el 1787. El nou edifici es va acabar l'any 1791 sense deixar restes visibles del castell.

## Temps moderns
El castell va ser redescobert el desembre de 2015 per arqueòlegs que investiguen el terreny de la presó de Gloucester abans d'un nou desenvolupament. Des de la redescoberta hi ha hagut crides per fer que el lloc estigui obert al públic. Els propietaris del lloc, actualment estan considerant com inclouran parts del castell en els seus plans per al futur del lloc.